# ヒューイット・アソシエイツ
ヒューイット・アソシエイツ（Hewitt Associates）は、かつて存在したアメリカの人材コンサルタント会社。2010年アメリカの保険関連企業であるエーオン・コーポレーションに買収された
。

## 概要
世界に24,000人を擁し、Fortune 500の半数以上を顧客に抱える、人事組織コンサルティング会社であった。人材戦略・人事戦略の構築や人事制度のデザインだけでなく、グローバルな人事アウトソーシングまでを請け負うことのできる、総合的なサービスが特徴。特に日本では、ここまで広範な人事サービスを提供しているのは、この会社のみであった。
世界規模で人事・組織に関する調査を定期的(ほぼ隔年)に行うことでも知られており、2006年には「ベスト・エンプロイヤー (働きやすい会社)」調査を、2007年には「トップ・カンパニーズ・フォー・リーダーズ (リーダーを輩出する優れた企業)」調査を行っている。ここで選ばれた企業は国際的な表彰式に招かれ、Fortune誌などのカバーストーリーとしても取り上げられていた。
2002年にはニューヨーク証券取引所に上場。
「世界を、より働きやすい場所にする」ことをミッションとし、2004年にはFortune誌により「米国で最も賞賛される企業」(America's Most Admired Companies)に選ばれ、2001年にはHuman Resources Magazine誌により、「アジア・人事コンサルタンシー・オブ・ザ・イヤー」(Asian HR Consultancy of the Year)を受賞している。その他にも受賞歴は多数。(see  )
日本では1987年から事業を開始。ちなみに日本では、ヒューイット・アソシエイツ社はコンサルティングを専門に行い、人事アウトソーシングは三菱商事との合弁であるヒューイットHLC社にて行っていた。
前述の買収にともない、日本法人も2010年にエーオン コンサルティング ジャパンと経営統合し、エーオンヒューイットジャパン株式会社として事業を続けている。